# 태백중학교
태백중학교(太白中學校)는 대한민국 강원특별자치도 태백시 장성동에 있는 공립 중학교이다.

## 학교 연혁
- 1948년 4월 1일 : 태백중학교 개교
- 1966년 4월 12일 : 태백중학교와 장성여자중학교로 분리
- 1970년 3월 10일 : 태백공업고등학교에서 분리
- 2021년 3월 1일 : 태백중학교 교명으로 장성여자중학교와 통합
- 2022년 9월 1일 : 제35대 노남호 교장 부임
- 2025년 1월 6일 : 제76회 졸업식 26명 졸업(졸업생 누계 16,046명)
- 2025년 3월 4일 : 입학식(1학년 18명)

## 참고 자료
- 태백중학교 - 한국교육학술정보원 학교알리미